# Ben Roethlisberger
Benjamin Todd Roethlisberger Sr., detto Ben (Lima, 2 marzo 1982), è un ex giocatore di football americano statunitense che militava nel ruolo di quarterback per i Pittsburgh Steelers della National Football League (NFL).
Soprannominato Big Ben, fu scelto nel corso del primo giro (11º assoluto) nel Draft NFL 2004 dagli Steelers. Al college giocò a football a Miami (Ohio).
Roethlisberger si guadagnò il titolo di rookie offensivo dell'anno nel 2004 e la sua prima convocazione per il Pro Bowl nel 2007. Divenne il più giovane quarterback a vincere il Super Bowl nella storia della NFL, guidando gli Steelers, alla sua seconda stagione da professionista, nella vittoria 21–10 sui Seattle Seahawks nel Super Bowl XL all'età di 23 anni. Guidò poi Pittsburgh alla vittoria di un secondo Super Bowl in quattro stagioni quando superarono gli Arizona Cardinals nel Super Bowl XLIII, 27–23, dopo aver passato il touchdown vincente a Santonio Holmes nei 35 secondi finali.
Roethlisberger è uno dei passatori più efficienti della storia della NFL. Al 2020 si trova al settimo posto per yard passate in carriera, 12º in passer rating (94.3), nono in yard per tentativo (7,8) e 12º in percentuale di completamente dei passaggi (64.4%) tra i quarterback con almeno 1.500 passaggi tentati in carriera. Possiede inoltre la quarta percentuale di vittorie (71,0%) come titolare nella stagione regolare tra i quarterback con almeno 100 partite da titolare.
Fuori dal campo, Roethlisberger è stato coinvolto in incidenti dal profilo notevole, compreso un incidente motociclistico quasi fatale nel 2006 ed un'accusa di stupro a Lake Tahoe nel 2008 e a Milledgeville, in Georgia, nel 2010. In nessuna delle due accuse si è proceduto ad un'archiviazione; ad ogni modo, per questi fatti, Roethlisberger fu sospeso per sei gare (ridotte a quattro) a causa della politica sul comportamento privato della NFL all'inizio della stagione 2010.
Conosciuto per giocare fuori dal classico spazio occupato dal quarterback, in ciò che lui chiama "il football da giardino sul retro". Roethlisberger indossa il numero 7 in onore di John Elway.
Il 23 luglio 2011, Roethlisberger ha sposato Ashley Harlan, una personal trainer da New Castle, in Pennsylvania.

## Carriera universitaria
Roethlisberger al college giocò con i Miami RedHawks, squadra rappresentativa dell'Università di Miami nell'Ohio. Detiene ogni record maggiore dei passaggi nella scuola e il record per il numero di passaggi nella Mid-American Conference (MAC). Big Ben giocò solo per tre anni all'università, prima di approdare nella NFL. Il suo numero venne ritirato dai RedHawks nel loro 91º raduno annuale, sabato, 31 ottobre 2007.
|          |            |         | Passaggi | Passaggi | Passaggi | Passaggi | Passaggi | Passaggi | Passaggi | Passaggi | Passaggi | Corse | Corse | Corse | Corse |
| Stagione | Squadra    | Partite | Comp     | Int      | %Comp    | Yard     | TD       | Int      | Media    | V        | S        | Int   | Yard  | TD    | Media |
| -------- | ---------- | ------- | -------- | -------- | -------- | -------- | -------- | -------- | -------- | -------- | -------- | ----- | ----- | ----- | ----- |
| 2001     | Miami (OH) | 12      | 241      | 381      | 63.3     | 3 105    | 21       | 2        | 8.1      |          |          | 120   | 189   | 3     | 1.6   |
| 2002     | Miami (OH) | 12      | 271      | 428      | 63.3     | 3 238    | 22       | 11       | 7.6      |          |          | 82    | 54    | 1     | 0.7   |
| 2003     | Miami (OH) | 14      | 342      | 495      | 69.1     | 4 486    | 37       | 10       | 9.1      |          |          | 67    | 111   | 3     | 1.7   |
| Carriera | Carriera   | 38      | 854      | 1304     | 65.5%    | 10 829   | 80       | 23       | 8.3      |          |          | 269   | 354   | 7     | 1.3   |

## Carriera professionistica

### La classe dei quarterback del 2004
Roethlisberger fu uno dei quattro quarterback selezionati al primo giro del draft 2004 in compagnia di Eli Manning, Philip Rivers e J.P. Losman. Manning, Roethlisberger e Rivers furono tutti selezionati per il Pro Bowl una volta diventati titolari, nessuno produsse stagioni con un record negativo fino a quella 2012 di Rivers e Ben e Manning vinsero due Super Bowl a testa. Essi vennero accostati alla classe dei quarterback del 1983, che incluse i quarterback Hall of Famer Dan Marino, John Elway e Jim Kelly.

### Pittsburgh Steelers

#### Stagione 2004
Roethlisberger fu selezionato come 11ª scelta assoluta del Draft 2004 dai Pittsburgh Steelers. Il 4 agosto 2004 firmò un contratto di 6 anni per 22,26 milioni di dollari più 17,73 milioni di eventuali incentivi. Non fu immediatamente nominato quarterback titolare degli Steelers, ma partì al terzo posto nelle gerarchie della squadra dietro a Tommy Maddox e Charlie Batch. Quando Batch si infortunò nella pre-stagione, Ben salì al numero 2. Maddox partì come titolare, e vinse, la prima partita della stagione contro gli Oakland Raiders e iniziò come partente anche la gara successiva contro i Baltimore Ravens. Dopo non avere giocato bene e essersi infortunato nel terzo quarto, Maddox lasciò il posto a Roethlisberger. Malgrado un tentativo di rimonta, la squadra perse la partita. L'infortunio a Maddox cambiò i piani originali degli Steelers per Roethlisberger, che erano di farlo scendere in campo raramente nella sua prima stagione, per imparare gradualmente il sistema di gioco della squadra. Invece, già alla terza gara della stagione, partì come titolare.
Nella sua stagione da rookie, Ben vinse tutte le 13 partite disputare come titolare nella stagione regolare come titolare, portando gli Steelers a diventare la prima squadra della storia della AFC a vincere 15 partite in una stagione, superando il record dell'ex Steelers Mike Kruczek per il miglior record di partenza per un rookie (6-0) e superando il primato di vittorie totali per un quarterback rookie, appartenente a Chris Chandler e Joe Ferguson. Il 5 gennaio 2005, Roethlisberger fu premiato unanimemente come rookie offensivo dell'anno dall'Associated Press, il primo quarterback dopo 34 anni ad aggiudicarsi tale riconoscimento.
Nei divisional playoff contro i New York Jets, Roethlisberger lanciò due intercetti, uno dei quali ritornati dagli avversari in touchdown. La gara finì ai supplementari dove gli Steelers riuscirono a spuntarla grazie un field goal, raggiungendo la quarta finale della AFC degli ultimi dieci anni. Il 23 gennaio 2005 nella finale della AFC a Pittsburgh, Roethlisberger completò 14 passaggi su 26 per 226 yard e due TDs, ma lanciò anche tre costosi intercetti, uno dei quali ritornato in touchdown da Rodney Harrison. Gli Steelers persero la gara contro i futuri vincitori del Super Bowl, i New England Patriots, con un punteggio di 41–27.

#### Stagione 2005: vittoria del Super Bowl
Nella stagione regolare 2005, gli Steelers terminarono con un record di 11-5. Roethlisberger fu costretto a saltare quattro partite per diversi problemi alle ginocchia. Gli Steelers ebbero un record di 9-3 con Ben come loro quarterback e 2-2 senza di lui. Guidò la lega in yard medie per tentativo con 8,90 e finì col terzo miglior passer rating dietro Peyton Manning e Carson Palmer con 98,6.
La corsa verso il Super Bowl iniziò l'8 gennaio 2006 con Roethlisberger che guidò gli Steelers alla vittoria nei playoff contro i Cincinnati Bengals, una rivale della AFC North che aveva battuto gli Steelers di sette punti nella stagione regolare vincendo il titolo di division. Nel primo lancio della partita il quarterback avversario Carson Palmer si ruppe completamente il legamento crociato anteriore. La sua riserva, Jon Kitna, entrò al suo posto e portò i Bengals in vantaggio per 10-0 e 17-7. Gli Steelers segnarono però i successivi 24 punti senza subirne alcuno e vinsero per 31-17 a Cincinnati.

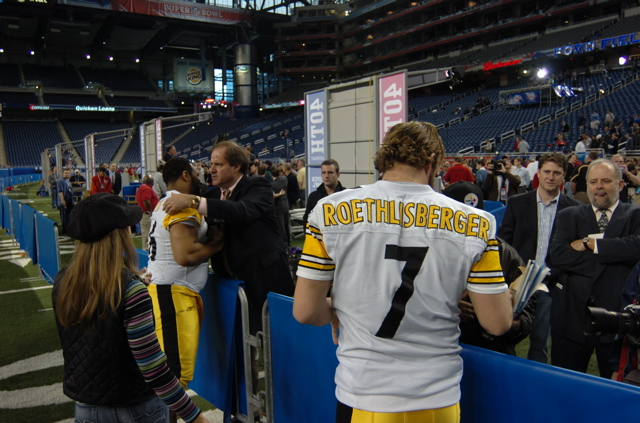
Roethlisberger firma autografi nel media day prima del Super Bowl XL.

Il 15 gennaio vi fu un'altra partita in trasferta contro gli Indianapolis Colts, la squadra che aveva terminato col miglior record della lega e la favorita per rappresentare la AFC nel Super Bowl XL. Pittsburgh passò presto in vantaggio, ma dovette faticare per contenere la rimonta dei Colts, riuscendo alla fine a vincere per 21-18. Il 22 gennaio 2006, gli Steelers batterono i Broncos 34-17 a Denver nella finale della AFC, qualificandosi per il Super Bowl XL. Roethlisberger completò 21 passaggi su 29 per 275 yard, 2 touchdown passati e uno segnato su corsa. Quest'ultimo fu l'ultima marcatura della partita, che sigillò la vittoria di Pittsburgh.
I Pittsburgh Steelers vinsero il Super Bowl XL per 21-10 sui Seattle Seahawks a Detroit il 5 febbraio 2006. Roethlisberger disputò una delle peggiori gare della carriera, completando solo 9 passaggi su 21 per 123 yard e 2 intercetti; il suo passer rating di 22,6 fu il più basso della storia del Super Bowl per il quarterback della squadra vincitrice. Anche se convertì otto terzi down contribuendo alla vittoria degli Steelers, nessuno fu più importante del passaggio da 37 yard per l'MVP Hines Ward su una situazione di terzo down e 28 che aprì le porte al primo TD della sua squadra (una corsa da una yard dello stesso Roethlisberger). Con questa vittoria, all'età di 23 anni, Ben divenne il più giovane quarterback della storia a vincere il Super Bowl, superando il precedente primato di Tom Brady dei New England Patriots.

#### Stagione 2006

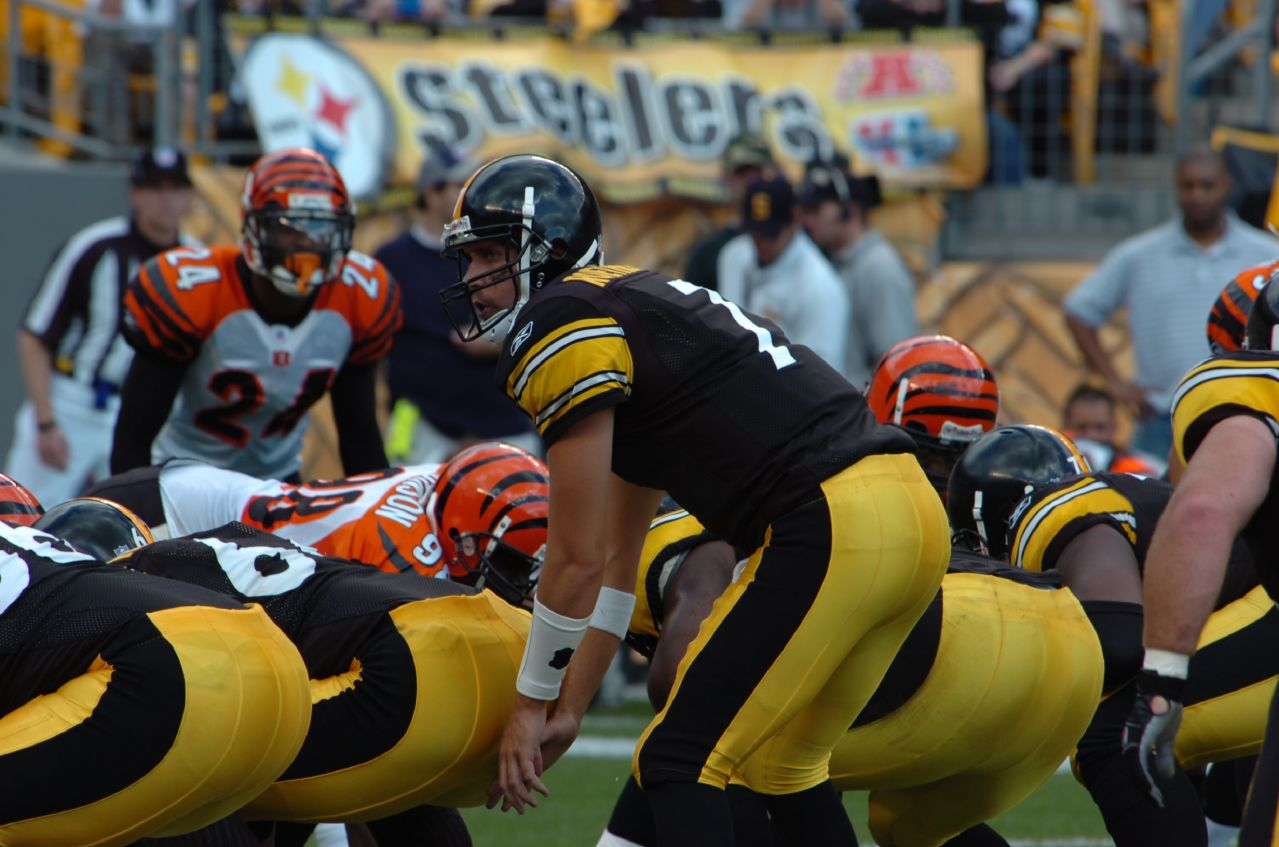
Ben contro i Bengals nel 2006.

Dopo un incidente motociclistico in cui si infortunò seriamente, Roethlisberger saltò la prima gara della stagione 2006 a causa di un'appendicectomia d'emergenza avvenuta il 6 settembre. Charlie Batch scese in campo al suo posto e guidò la squadra alla vittoria sui Miami Dolphins. Roethlisberger tornò in campo la settimana successiva contro i Jacksonville Jaguars nel Monday Night Football, ma giocò male subendo due intercetti senza touchdown e gli Steelers persero per 9-0. Nella settimana 3 completò meno della metà dei suoi passaggi e subì altri tre intercetti nella sconfitta per 28-20 contro i Bengals.

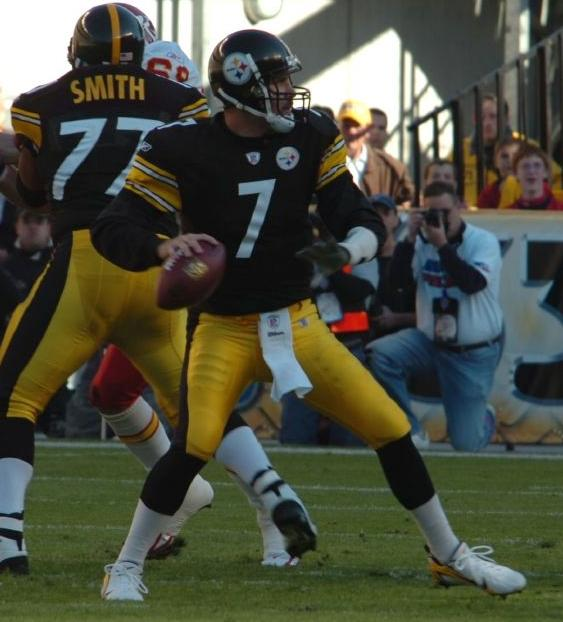
Big Ben nel 2006.

Nella settimana 5 contro i San Diego Chargers, Roethlisberger giocò nel primo tempo, guidando tre drive conclusisi andando a segno. Tuttavia nel secondo tempo subì due intercetti e i Chargers vinsero 23-13. La domenica successiva contro i Kansas City Chiefs, Roethlisberger disputò la prima buona partita della stagione, completando 16 passaggi su 19 per 238 yard e 2 touchdown (i suoi due primi dell'anno) senza intercetti nella netta vittoria per 45-7. Nella settimana 7 in trasferta contro gli Atlanta Falcons disputò un'altra prova positiva completando 16 passaggi su 22 per 237 yard e tre touchdown. Nel terzo quarto fu però fu costretto ad uscire per il resto della gara a causa di una commozione cerebrale e gli Steelers persero per 41-38 ai supplementari.
Il 29 ottobre contro gli Oakland Raiders, Roethlisberger lanciò quattro intercetti nella sconfitta a sorpresa per 20-13. Quella sconfitta fu la quinta stagionale, più di quanto aveva perso complessivamente nelle due stagioni e in quel momento aveva lanciato 6 touchdown a fronte di 11 intercetti. Nella settimana 9 contro Denver, Ben passò un primato in carriera di 433 yard, ma perse anche tre palloni (su sei degli Steelers) e perse per 31-20. La vittoria terminò la settimana successiva contro i New Orleans Saints in cui passò 265 yard e tre touchdown. Nella settimana 11, Roethlisberger subì tre intercetti nel primo tempo, ma si rifece passando 224 yard e due touchdown nel quarto periodo, guidando gli Steelers a segnare 21 punti e a vincere in rimonta contro i Cleveland Browns 24-20. La settimana successiva invece la squadra non segnò alcun punto nella pesante sconfitta per 27-0 con i Baltimore Ravens, in cui subì 2 intercetti, 9 sack e perse un fumble. La squadra si rifece nella domenica seguente battendo Tampa Bay.
Pittsburgh tenne vive le proprie speranze di centrare i playoff con una vittoria nella settimana 14 contro i Browns in cui Ben passò un touchdown e ne segnò un altro su corsa. Dopo una vittoria sui Carolina Panthers, Baltimore eliminò Pittsburgh dalla corsa ai playoff in una gara in cui il quarterback subì 2 intercetti. Nell'ultima ininfluente partita, vi fu una vittoria sui Bengals che tolse anch'essi dai playoff.

#### Stagione 2007

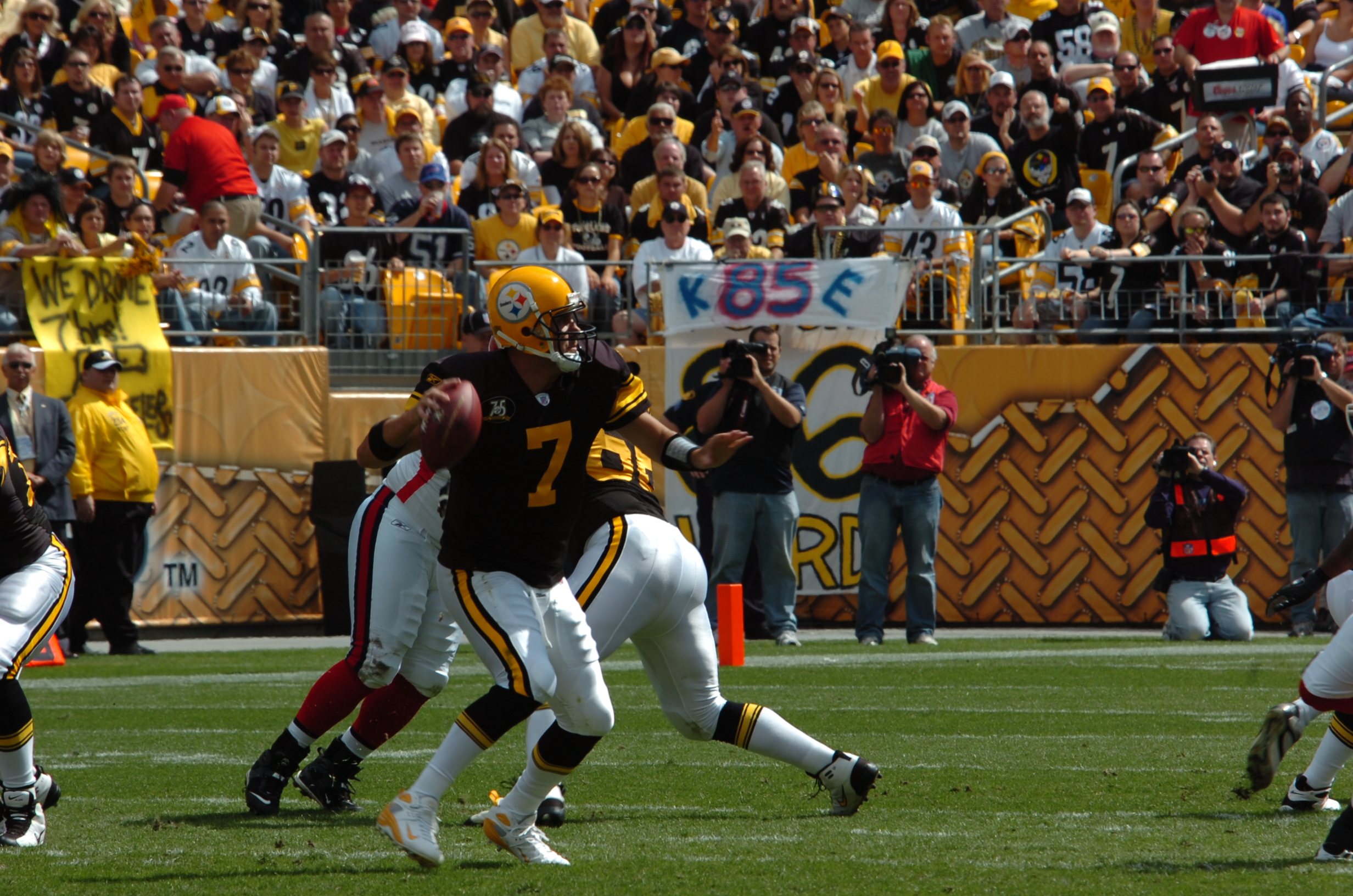
Roethlisberger contro i Bills nel 2007.

Gli Steelers del nuovo allenatore Mike Tomlin aprirono la stagione con una vittoria sui Browns in cui Roethlisberger lanciò quattro passaggi da touchdown per la prima volta in carriera. Seguirono due vittorie contro Buffalo Bills e San Francisco 49ers, prima di perdere la prima gara stagionale contro i Cardinals in cui Ben subì due intercetti. La vittoria tornò la settimana successiva contro i Seahawks in cui il quarterback, malgrado le assenze per infortunio di Hines Ward e Santonio Holmes completò 18 passaggi su 22 per 206 yard.
Nella settimana 9 contro i Ravens nel Monday Night Football, Roethlisberger passò un nuovo primato in carriera di 5 touchdown nella netta vittoria per 38-7. La settimana successiva invece contribuì alla rimonta di 15 punti fino alla vittoria sui Browns. A fine stagione, Roethlisberger fu convocato per il suo primo Pro Bowl, assieme ad altri cinque compagni degli Steelers. I suoi 32 passaggi da touchdown furono un nuovo record di franchigia mentre in quella stagione si classificò al terzo posto nella lega dietro Tony Romo e Tom Brady. Il suo passer rating di 104,1 fu secondo nella NFL solo a quello di Brady. Nel turno delle wild card dei playoff contro i Jaguars, Roethlisberger lanciò tre intercetti nel secondo quarto, uno dei quali ritornato in touchdown. Malgrado uno svantaggio di 21-7 alla fine del primo tempo, Pittsburgh riuscì a portarsi in vantaggio su 29-28 a sei minuti dal termine. I Jaguars però riuscirono a segnare il field goal del sorpasso e gli Steelers furono eliminati. Roethlisberger completò 17 passaggi su 23 per 263 yard e due touchdown. Subì però sei sack, nell'ultimo dei quali perse un fumble.

#### Stagione 2008: seconda vittoria al Super Bowl
Il 4 marzo 2008 firmò un contratto di 8 anni per 102 milioni di dollari. Nella prima partita contro gli Houston Texans, completò 13 passaggi su 14, record in carriera per percentuale di passaggi completati (92,9%, minimo 10 tentativi), e terminò la partita con 137 yard su passaggio e due passaggi da touchdown. Gli Steelers vinsero 38-17 e Roethlisberger sedette in panchina l'ultimo quarto per un infortunio alla spalla. Nella partita seguente, contro i Cleveland Browns, fece registrare la sua prima ricezione in carriera (-7 yard), a seguito di un passaggio deviato da lui stesso lanciato. Nella terza giornata, gli Steelers persero 15-7 contro i Philadelphia Eagles: Roethlisberger subì 8 sack, commise 2 fumble, lanciò un intercetto e gli venne fischiata contro una safety nell'ultimo quarto. Non finì la partita a causa di un infortunio alla mano. Nel posticipo della quarta giornata, contro i Baltimore Ravens, gli Steelers si trovarono in svantaggio 13-3 a metà partita. Roethlisberger diede il via alla rimonta con un passaggio da touchdown a Santonio Holmes, poi, nel supplementare, lanciò due passaggi a Mewelde Moore per 31 yard, permettendo a Jeff Reed di calciare il field goal della vittoria dalle 46 yard. Nella partita seguente, vinta 26-21 contro i Jacksonville Jaguars, Roethlisberger fece registrare 239 yard su passaggio nella sola prima metà di gara (record in carriera) e diresse il drive della vittoria, concluso con un passaggio da touchdown da 8 yard per Hines Ward: per questa prestazione, venne nominato Giocatore della settimana. Nella nona giornata, Roethlisberger giocò una delle peggiori partite della sua carriera: nella sconfitta contro i Washington Redskins, fece registrare i suoi minimi in carriera per rating (15,1), passaggi completati (5), yard su passaggio (50), yard per tentativo (2,94) e percentuale di passaggi completati (29,4%).
Nella tredicesima giornata, contro i New England Patriots, sotto una pioggia incessante, Roethlisberger completò 17 passaggi su 33 per 179 yard, con due touchdown e un intercetto. Dopo essere stati in svantaggio 10-3 nel secondo quarto, Roethlisberger guidò i compagni a 30 punti consecutivi, vincendo la partita per 33-10. Nella quattordicesima giornata, contro i Dallas Cowboys, Roethlisberger vinse la sua 49a partita da titolare, facendo registrare il record per maggior numero di vittorie da titolare per un quarterback nelle prime 5 stagioni in carriera. Gli Steelers batterono i San Diego Chargers nei playoff e i Baltimore Ravens nel Championship della AFC, conquistando il diritto a competere nel Super Bowl XLIII contro gli Arizona Cardinals. Nei primi due drive offensivi, Roethlisberger completò 7 passaggi su 8 per 122 yard, una in meno di quanto fece registrare in tutto l'evento del 2005. Gli Steelers chiusero la prima metà in vantaggio per 17-7, toccarono anche i 13 punti di vantaggio, ma subirono la rimonta dei Cardinals: a 2 minuti e mezzo dalla fine, il punteggio era 23-20 per Arizona. Dopo aver subito una penalità nella prima azione, Roethlisberger fece avanzare gli Steelers di 88 yard in 8 azioni e, a 35 secondi dal termine, lanciò a Santonio Holmes il passaggio da touchdown che chiuse la partita sul 27-23 per Pittsburgh, conquistando il suo secondo Super Bowl (il sesto per gli Steelers). In totale, Roethlisberger completò 21 passaggi su 30 per 256 yard con un touchdown e un intercetto, per un rating di 93,2.

#### Stagione 2009
Nella terza giornata, contro i Cincinnati Bengals, nonostante avessero chiuso il primo tempo in vantaggio 20-9, persero in casa per 23-20. Per Roethisberger si trattò della prima sconfitta da titolare nello stato dell'Ohio dopo 11 vittorie in altrettanti incontri. Nell'undicesima giornata, contro i Kansas City Chiefs, dopo aver fatto registrare 398 yard su passaggio e 3 touchdown, dovette abbandonare la partita nel supplementare a causa di una ginocchiata sul casco in un tentativo di scramble. Si trattò della sua quarta concussione in carriera e dovette saltare la partita successiva, persa contro i Baltimore Ravens. Nella quattordicesima giornata, Roethlisberger subì 8 sack e non lanciò nessun passaggio da touchdown, perdendo per la prima volta in carriera contro i Cleveland Browns: inoltre, fu la prima volta in cui incappò in 4 sconfitte consecutive da titolare.
Nella quindicesima giornata, contro i Green Bay Packers, Roethlisberger si riscattò facendo registrare 503 yard su passaggio, con 3 touchdown e nessun intercetto, infrangendo il record di squadra detenuto da Terry Bradshaw di 3.724 yard su passaggio in una stagione e facendo segnare il nuovo record di squadra di 302 passaggi completati in una stagione. In svantaggio per 36-30, Roethlisberger usò tutti e 121 i secondi rimasti sul cronometro per orchestrare un drive da 86 yard e completare il passaggio da touchdown della vittoria a tempo scaduto. La prestazione gli valse il riconoscimento di Giocatore della settimana per la quinta volta in carriera. Nella sedicesima giornata, Roethlisberger divenne il primo giocatore nella storia degli Steelers a superare le 4.000 yard su passaggio in una stagione. Finì la stagione con 4.328 yard su passaggio e 26 passaggi da touchdown. Ebbe un record di 9-6 da titolare e un rating medio di 100,5: fu la seconda volta in carriera in cui terminò la stagione con un rating superiore a 100. Nonostante le tre vittorie consecutive a fine stagione, gli Steelers non andarono ai playoff. Roethlisberger venne eletto MVP della squadra per la prima volta in carriera e venne selezionato per il Pro Bowl, ma declinò l'invito per curare la spalla destra.

#### Stagione 2010: prima sconfitta al Super Bowl
Roethlisberger saltò le prime 4 partite degli Steelers a causa di una sospensione. Nella settima giornata, contro i Miami Dolphins, gli Steelers erano in svantaggio 22-20: a 2:37 dalla fine, Roethlisberger giocò una draw e si buttò nella end zone, segnando il touchdown decisivo. La moviola mostrò che l'azione fu viziata da un fumble dello stesso Roethlisberger, ma, non essendoci prove definitive su chi avrebbe dovuto ottenere il possesso, il touchdown venne confermato come da regolamento. "Non è bello vincere così, ma mi tengo la vittoria" commentò Roethlisberger. Nell'undicesima giornata, Roethlisberger ottenne la sua prima vittoria in carriera contro gli Oakland Raiders, facendo registrare 275 yard e 3 touchdown su passaggio e 55 yard (record in carriera) e 1 touchdown su corsa. Durante l'esultanza per il secondo passaggio da touchdown, venne colpito alla faccia con un pugno da Richard Seymour, che venne poi espulso.
Roethlisberger giocò da titolare anche nella tredicesima giornata, nonostante un infortunio al piede: si ruppe il naso durante la partita, ma condusse gli Steelers alla vittoria per 13-10 contro i Baltimore Ravens. Chiuse la stagione con soli 5 intercetti, record in carriera. Nei playoff, sempre contro i Ravens, gli Steelers si trovarono in svantaggio per 21-7 anche a causa di un fumble di Roethlisberger recuperato e riportato in meta da Cory Redding. Due passaggi da touchdown di Roethlisberger ristabilirono la parità a quota 21. A due minuti dalla fine, sul 24 pari, gli Steelers si trovarono in situazione di terzo e 19: Roethlisberger completò un passaggio da 58 yard per il rookie Antonio Brown e, a 1:33 dalla fine, il running back Rashard Mendenhall segnò il touchdown su corsa che fissò il punteggio sul definitivo 31-24. Nel Championship contro i New York Jets, un touchdown su corsa di Roethlisberger contribuì al 24-0 iniziale degli Steelers. I Jets rimontarono fino al 24-19, ma Roethlisberger completò un passaggio da 14 yard su un terzo e 6 a 2 minuti dalla fine e permise agli Steelers di gestire il cronometro e approdare al Super Bowl XLV contro i Green Bay Packers.
Nel primo quarto, Roethlisberger venne colpito durante un tentativo di passaggio: la palla venne intercettata e ritornata in meta da Nick Collins. Gli Steelers andarono in svantaggio anche per 21-3, prima che un passaggio da touchdown di Roethlisberger per Hines Ward chiudesse il primo tempo sul 21-10. Gli Steelers rimontarono fino al 21-17, ma non riuscirono a segnare per 3 drive consecutivi, permettendo ai Packers di allungare nuovamente e di portarsi sul 28-17 nell'ultimo quarto. Roethlisberger completò un passaggio da touchdown da 25 yard e finalizzò la conversione da 2 punti con un passaggio per Antwaan Randle El. I Packers segnarono un field goal e, a 1:58 dalla fine, si portarono sul 31-25. Roethlisberger, stavolta, non riuscì a rimontare come fece due anni prima e subì la sua prima sconfitta in un Super Bowl: chiuse la partita con 25 passaggi completati su 40 per 263 yard, 2 touchdown e 2 intercetti. "Mi sento come se avessi deluso la città di Pittsburgh, i tifosi, gli allenatori e i miei compagni", dichiarò Roethlisberger, "e non è una bella sensazione".

#### Stagione 2011
Nella stagione 2011, durante la settimana 14 si infortunò a una caviglia nella vittoria 14-3 sui Cleveland Browns nel secondo quarto. Roethlisberger dopo un sack subito dovette abbandonare il campo e tale infortunio condizionò il suo rendimento in tutto il finale di stagione, con gli Steelers che nei playoff vennero prematuramente eliminati nel turno delle Wild Card dai Denver Broncos 29-23 ai supplementari. A fine stagione, Roethlisberger fu votato al 30º posto nella NFL Top 100, l'annuale classifica dei migliori cento giocatori della stagione.

#### Stagione 2012

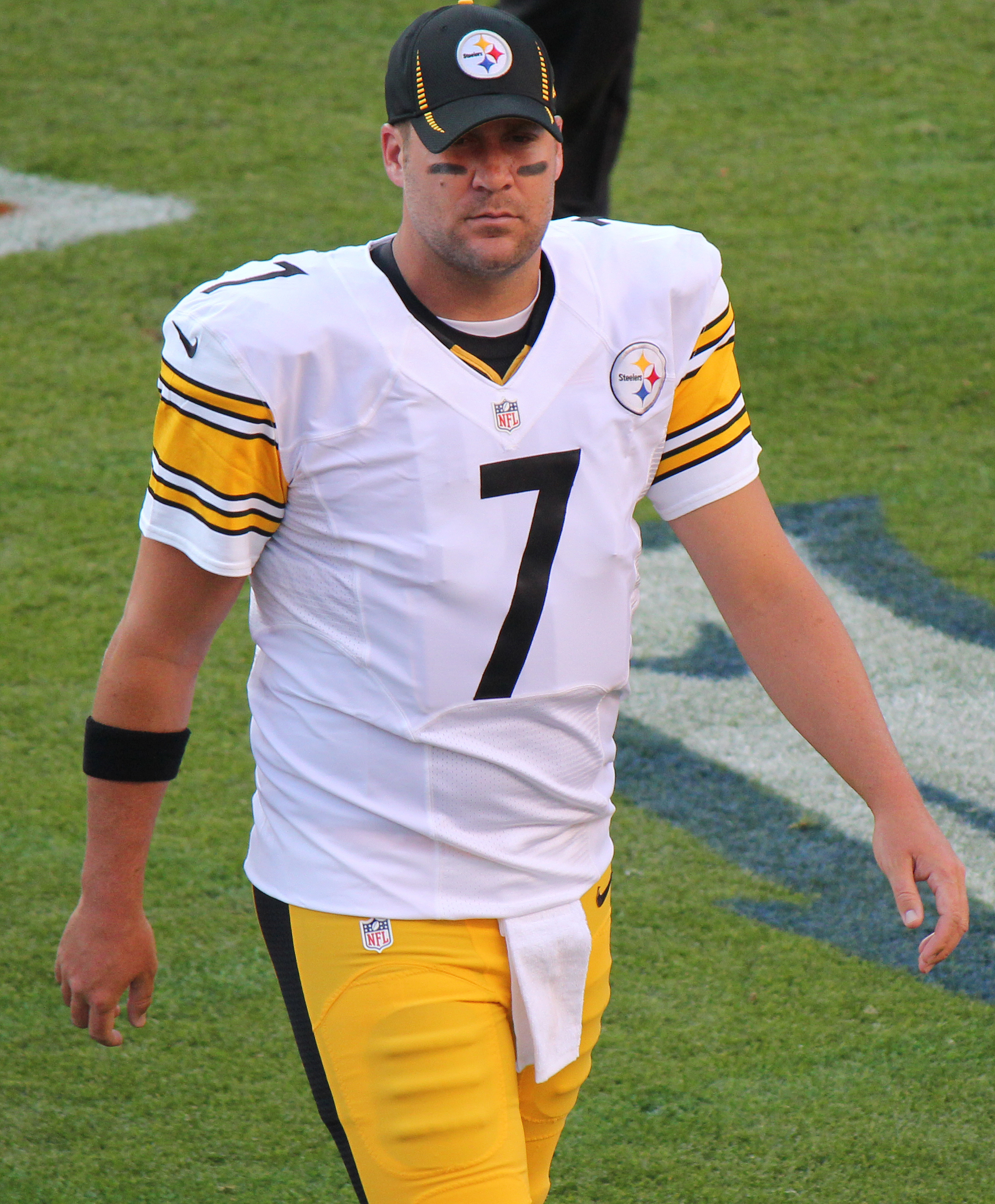
Roethlisberger nel settembre 2012

L'11 ottobre 2012, nella sconfitta contro i Tennessee Titans nel Thursday Night Football della settimana 6, Ben divenne il primatista di tutti i tempi degli Steelers per yard passate superando le 27.989 di Terry Bradshaw.
Dopo aver lanciato 17 touchdown a fronte di solamente 4 intercetti in quella che fu probabilmente la miglior partenza della carriera, Big Ben si infortunò nel Monday Night della settimana 10 a una spalla dopo un sack subito da Tamba Hali e Justin Houston dei Kansas City Chiefs, venendo saltare tre partite in un momento cruciale per la caccia ai playoff degli Steelers. Big Ben fece ritorno nella settimana 14, ma la sua squadra fu sconfitta a sorpresa dai San Diego Chargers, vedendo allontanarsi la possibilità di raggiungere una wild card per i playoff. Due settimane dopo, con Big Ben che lanciò due intercetti contro i Bengals, la sconfitta degli Steelers li escluse matematicamente dalla post-season. A fine stagione fu classificato al numero 61 nella classifica dei migliori cento giocatori della stagione.

#### Stagione 2013

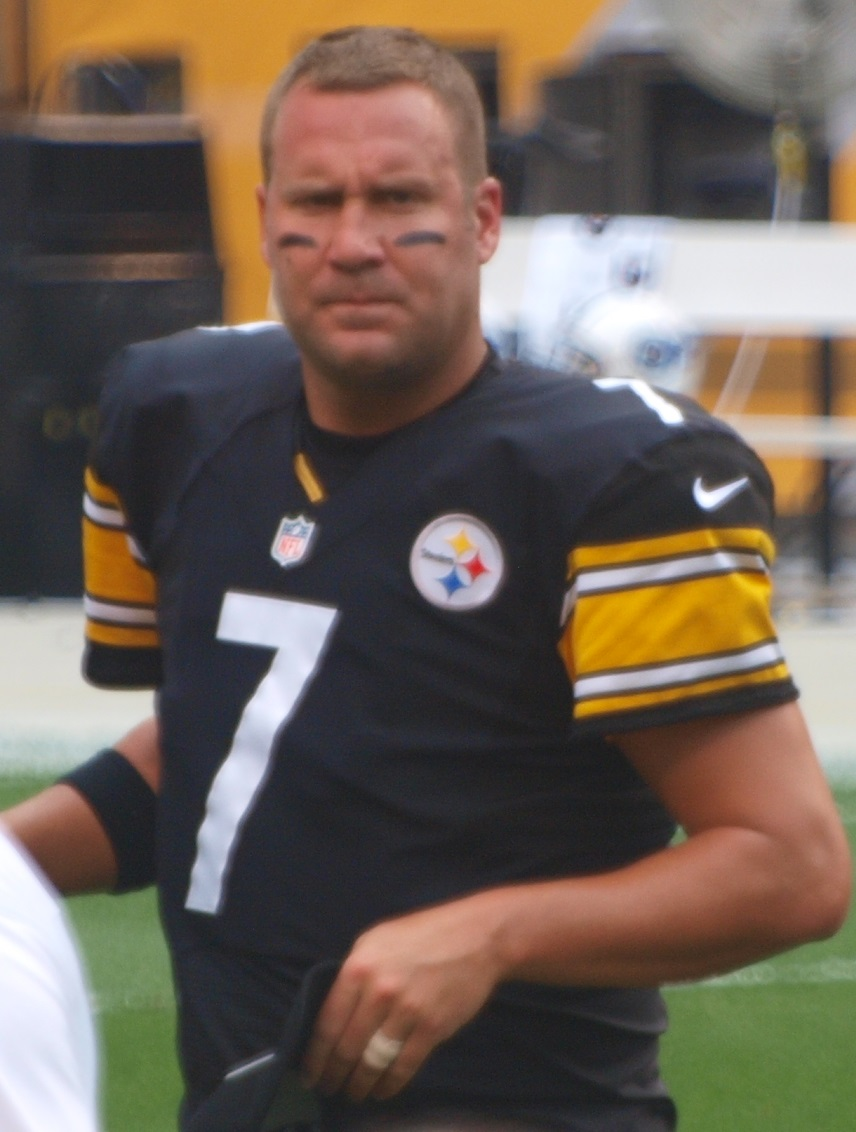
Roethlisberger nel debutto del 2013 contro i Titans.

Gli Steelers iniziarono la stagione 2013 perdendo tutte le prime 4 gare disputate, la loro peggior partenza dal 1968. La prima vittoria giunse nella settimana 6 contro i Jets in trasferta in cui Roethlisberger passò 264 yard e un touchdown. La settimana seguente giunse la seconda vittoria consecutiva sui Ravens campioni in carica con 160 yard e 1 TD passati da Big Ben.
Nella settimana 10 gli Steelers interruppero una striscia di due sconfitte consecutive, inclusa una pesantissima contro i Patriots, con il quarterback che passò 204 yard con un TD e un intercetto subito. Vinsero anche la settimana successiva in casa contro i Lions, con Ben che giocò forse la migliore gara dell'anno passando 367 yard e 4 touchdown, 2 dei quali negli ultimi cinque minuti. Per questa prestazione fu premiato come miglior giocatore offensivo della AFC della settimana e per la sesta volta in carriera come quarterback della settimana. Gli Steelers vinsero anche la settimana seguente contro i Browns col quarterback che passò 217 yard e 2 touchdown e tre giorni dopo fu premiato come miglior giocatore offensivo della AFC del mese di novembre in cui passò 1.188 yard, 11 touchdown e soli 3 intercetti.
Le speranze di playoff di Pittsburgh subirono un duro colpo quando la squadra perse contro i Ravens il Giorno del Ringraziamento malgrado 257 yard e 2 TD di Roethlisberger. La domenica successiva, in un Heinz Field innevato, la squadra perse ancora contro un'altra rivale diretta come i Dolphins malgrado un'altra buona prestazione del quarterback che passò 349 yard e 3 touchdown. La vittoria tornò nella settimana 15 contro i Bengals in cui passò 191 yard, 1 touchdown e subì un intercetto. La domenica seguente gli Steelers vinsero ancora battendo i Packers al Lambeau Field coperto di neve, con 167 passate e 2 touchdown passati e uno segnato su corsa da Big Ben (1 intercetto subito). Con una vittoria anche sui Browns nell'ultimo turno della stagione, Pittsburgh concluse con un record di 8-8, evitando la prima stagione con un record negativo dal 2003. La rocambolesca vittoria dei Chargers sui Chiefs ai supplementari li escluse però dai playoff. A fine anno, Ben votato al 31º posto nella NFL Top 100 dai suoi colleghi.

#### Stagione 2014
Gli Steelers aprirono la stagione sprecando un vantaggio di 24 punti alla fine del primo tempo contro i Browns e riuscendo a vincere solo con un field goal dell'ultimo secondo, in una gara in cui Roethlisberger passò 365 yard, un touchdown e un intercetto. Dopo una brutta sconfitta coi Ravens, Pittsburgh tornò alla vittoria nella settimana 3 su un campo ostico come quello dei Panthers in cui il quarterback passò 196 yard e 2 touchdown.
Nella vittoria della settimana 8 contro i Colts, Roethlisberger disputò una prestazione storica: le sue 522 yard passate furono il quarto risultato di ogni epoca alla pari con Boomer Esiason, i sei touchdown passati e i 40 passaggi completati furono dei nuovi record di franchigia, mentre la sua percentuale di completamento dell'81,6% fu la seconda di tutti i tempi in una gara con 45 o più passaggi tentati. Fu inoltre il primo giocatore della storia a disputare due partite da 500 o più yard passate in carriera, venendo premiato come miglior giocatore offensivo della AFC della settimana e come quarterback della settimana. Altri sei touchdown li passò nel turno successivo contro i Ravens, stabilendo un nuovo record NFL per TD passati in due gare consecutive con 12, superando il precedente primato di 11 di Tom Flores (1963) e Tom Brady (2007). Ancora una volta fu premiato come giocatore offensivo della AFC della settimana e come quarterback della settimana.
Nella settimana 10, gli Steelers furono sconfitti a sorpresa dai Jets in cui una gara in cui Roethlisberger subì due intercetti dopo averne lanciato solamente uno nelle ultime sette gare. La vittoria tornò sette giorni dopo in casa dei Titans in cui passò 207 yard, un touchdown e un intercetto. Nel quattordicesimo turno divenne il primo quarterback degli Steelers a passare oltre 300 in trasferta a Cincinnati dal 1995. Con la vittoria esterna, Pittsburgh salì a un record di 8-5, in una gara che concluse con 350 yard passate e 3 touchdown. Di questi, uno fu un passaggio da 94 yard per il rookie Martavis Bryant, la seconda giocata più lunga della stagione di tutta la lega. Per la terza volta stagione, dopo questa gara fu premiato come quarterback della settimana, riconoscimento che ottenne anche nel turno successivo in cui completò 27 passaggi su 35 per 360 yard nella vittoria sui Falcons con cui stabilì un nuovo record di franchigia per yard passate in una stagione.
Nel penultimo turno, Pittsburgh batté Kansas City per 20-12, assicurandosi la prima partecipazione ai playoff dal 2011. Sette giorni dopo, con una vittoria sui Bengals in cui Roethlisberger passò 317 yard e 2 TD, la squadra tornò a vincere la propria division. La sua miglior stagione a livello statistico della carriera si chiuse guidando la NFL in passate (4.952, come Drew Brees), pareggiando il proprio primato personale con 32 passaggi da touchdown e 9 intercetti subiti, venendo convocato per il terzo Pro Bowl in carriera.
Il 3 gennaio 2015 gli Steelers, privi del running back All-Pro Le'Veon Bell, furono subito eliminati in casa nel primo turno di playoff dai Ravens, in una gara conclusa dal quarterback con 334 yard passate, un touchdown e due intercetti subiti.

#### Stagione 2015

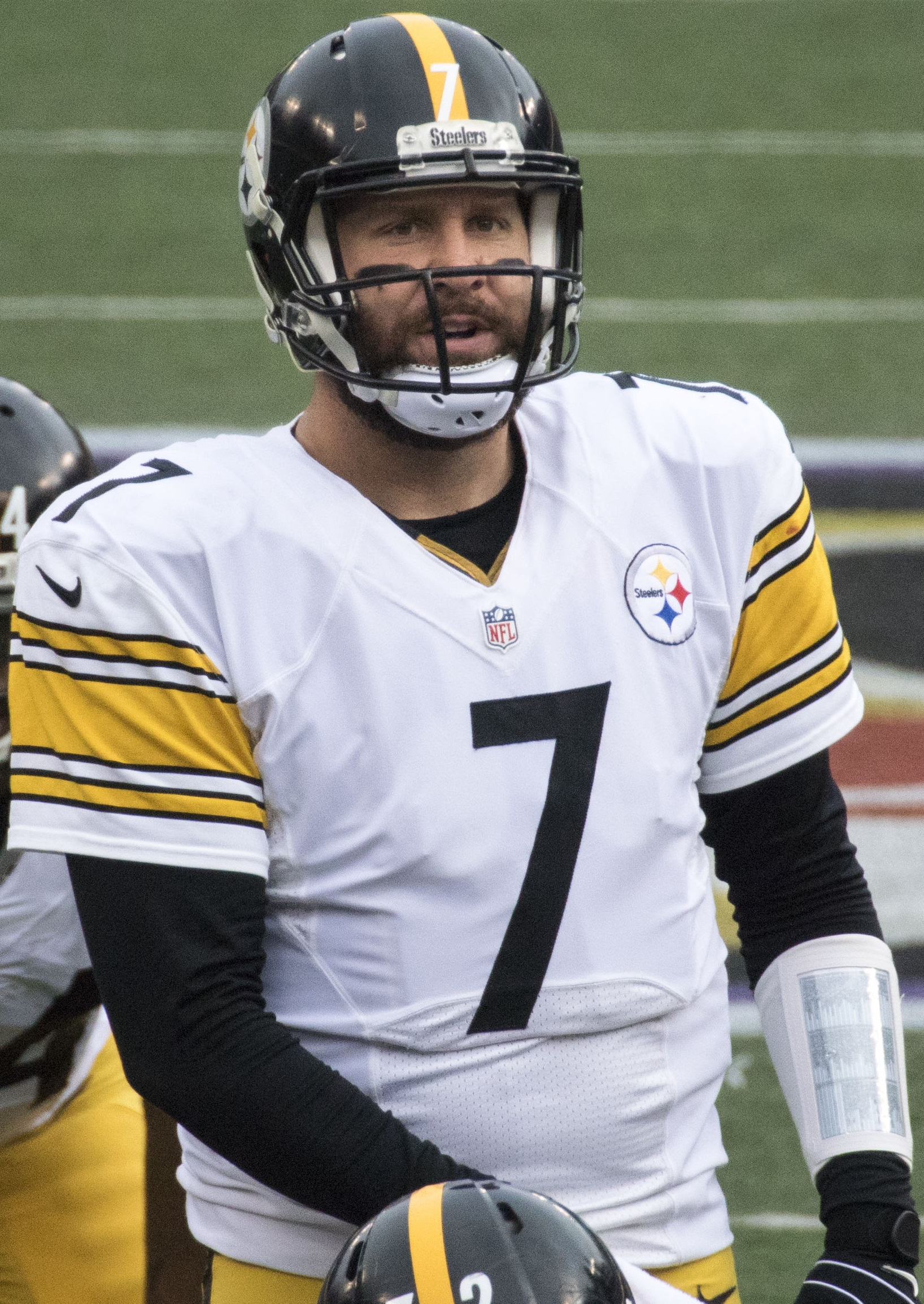
Roethlisberger nel 2015

Il 13 marzo 2015, Roethlisberger firmò con gli Steelers un rinnovo contrattuale quinquennale del valore di 99 milioni di dollari. Dopo una sconfitta nella prima giornata in casa dei Patriots, passò 369 yard e 3 touchdown nella vittoria per 43-18 sui 49ers, venendo premiato come giocatore offensivo della AFC della settimana. Sette giorni, dopo contro i Rams, subì una distorsione a un ginocchio venendo costretto ad abbandonare il campo e a uno stop di quattro settimane.
Roethlisberger tornò in campo nell'ottavo turno contro gli imbattuti Bengals. Nel quarto periodo, subì due intercetti in due passaggi consecutivi che condannarono Pittsburgh alla sconfitta. La settimana successiva, gli Steelers vinsero con i Raiders, ma persero di nuovo il proprio quarterback, uscito a metà del quarto periodo con un infortunio al piede sinistro. Tenuto precauzionalmente a riposo all'inizio della gara della settimana 10, Roethlisberger fu costretto ad entrare in campo già nel quarto periodo quando il titolare di quel giorno, Landry Jones, si infortunò a una caviglia. Riuscì tuttavia a giocare bene, passando 379 yard e 3 TD nella vittoria interna sui Browns che gli valsero il premio di giocatore offensivo della AFC della settimana e di quarterback della settimana.
Dopo una sconfitta in casa dei Seahawks in cui Roethlisberger passò 456 yard (massimo della storia concesso da Seattle), la vittoria tornò nella gara della domenica sera con un 45-10 sui Colts in cui passò 364 yard e 4 TD, venendo premiato per la seconda volta in stagione come quarterback della settimana. Altre due vittorie contro Bengals e Broncos permisero a Pittsburgh di superare i Jets nella corsa all'ultimo posto disponibile per i playoff a due gare dal termine. Dopo una sconfitta quasi fatale coi Ravens la settimana successiva, Pittsburgh vinse contro i Browns mentre i Jets persero in casa dei Bills, permettendo alla squadra di raggiungere l'ultima wild card disponibile. La stagione regolare di Roethlisberger si chiuse con 3.938 yard passate, 21 touchdown e 16 intercetti subiti, quest'ultimo il terzo peggiore risultato della lega, venendo convocato per il quarto Pro Bowl in carriera.
Nel primo turno di playoff in casa dei Bengals, Roethlisberger si infortunò nel terzo periodo dopo un sack subito da Vontaze Burfict, venendo costretto a lasciare la partita per diverso tempo, con Cincinnati che si portò in vantaggio, avviandosi verso la vittoria. Riuscì tuttavia ad entrare in campo nell'ultimo drive guidando la squadra a percorrere il campo, grazie anche ad alcune penalità degli avversari, e a segnare il field goal della vittoria. Gli Steelers, privi di Antonio Brown, furono eliminati la settimana successiva in casa dei Broncos.

#### Stagione 2016

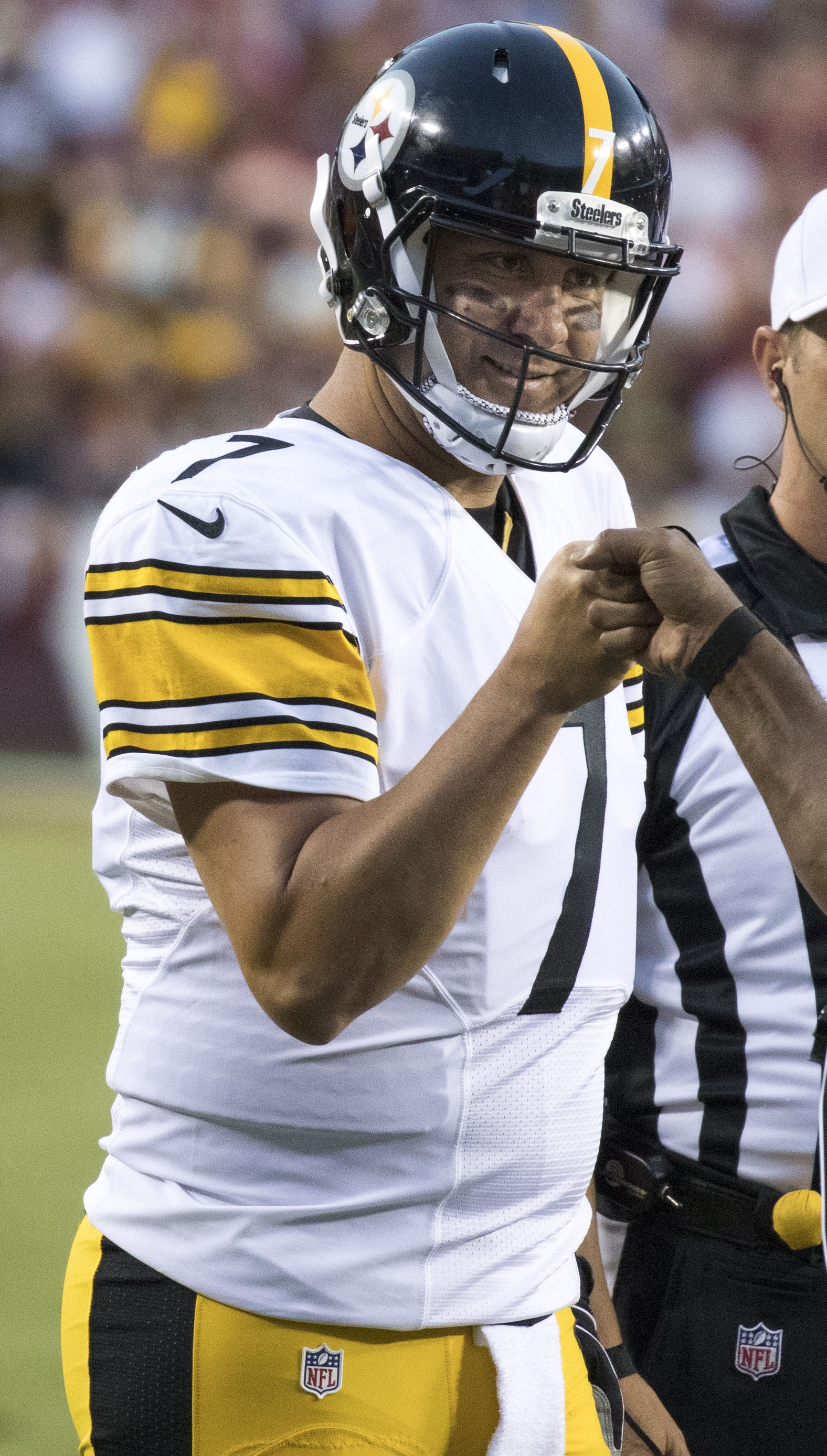
Ben Roethlisberger contro i Redskins nel 2016

Nel penultimo turno, a nove secondi dal termine, Roethlisberger passò ad Antonio Brown il touchdown del sorpasso sui Ravens che diede a Pittsburgh il titolo di division. Si trattò della sesta vittoria consecutiva degli Steelers, il massimo dalla sua stagione da rookie del 2004. A fine stagione fu convocato per il quinto Pro Bowl in carriera. Nel primo turno di playoff, gli Steelers batterono Miami malgrado un infortunio alla caviglia nel corso della gara di Roethlisberger, che concluse con 197 yard passate, 2 TD e 2 intercetti subiti. Nel turno successivo, gli Steelers eliminarono i Chiefs segnando 6 field goal, qualificandosi per la finale della AFC, dove persero contro i Patriots futuri campioni.

#### Stagione 2017
Nel 2017 gli Steelers vinsero tre delle prime quattro gare, fino alla settimana 5 in cui Roethlisberger subì un primato personale negativo di 5 intercetti, di cui 2 ritornati in touchdown, nella sconfitta casalinga contro i Jacksonville Jaguars. Si rifece la settimana successiva con la vittoria sui Chiefs, l'ultima squadra ancora imbattuta nella lega. Il 5 dicembre, nella vittoria nel Monday Night Football sui Bengals, divenne l'ottavo giocatore della storia a passare 50.000 yard in carriera. La settimana successiva, nella vittoria sui Ravens divenne il primo giocatore della storia a passare 500 yard in tre diverse partite, venendo premiato come giocatore offensivo della settimana e come quarterback della settimana. A fine stagione fu convocato per il suo sesto Pro Bowl dopo essersi classificato quinto nella NFL con 4.251 yard passate. La stagione di Pittsburgh si chiuse tuttavia subito nel divisional round dei playoff all'Heinz Field perdendo per 45-42 contro i Jaguars. In quella partita Roethlisberger divenne il primo quarterback della storia a passare 5 touchdown in una gara di playoff a venire sconfitto. Le sue 469 yard passate furono un nuovo record di franchigia nella post-season. L'ultimo giocatore di Pittsburgh a passare più di 3 touchdown nei playoff era stato Terry Bradshaw nel Super Bowl XIV del 1979.

#### Stagione 2018
Il 16 settembre 2018, nella sconfitta del secondo turno contro i Chiefs, con 452 yard passate Roethlisberger superò John Elway al settimo posto per yard passate in carriera. Sette giorni dopo fu premiato come giocatore offensivo della settimana dell'AFC grazie a 353 yard passate, 3 touchdown e un intercetto nel vittoria nel Monday Night Football sui Buccaneers. Nell'anticipo del decimo turno contro i Carolina Panthers disputò una delle migliori gare in carriera passando 5 touchdown con un passer rating perfetto di 158,3, nella vittoria per 52-21, che gli valsero ancora il premio di giocatore offensivo della settimana. Nell'undicesimo turno, dopo un inizio difficoltoso, guidò gli Steelers a rimontare uno svantaggio di 16-0, culminato con il suo touchdown su corsa da 1 yard per il 20-16 finale. Nel quattordicesimo turno fu costretto a uscire per quasi tutto il secondo tempo a causa di un infortunio alle costole e gli Steelers furono sconfitti dai Raiders. La settimana seguente interruppe una striscia di cinque sconfitte consecutive coi Patriots dirigendo il drive della vittoria a tre minuti dal termine. La stagione di Roethlisberger si chiuse guidando la NFL con un record in carriera di 5.129 yard passate, ma anche con il peggiore risultato della lega con 16 intercetti subiti. Gli Steelers chiusero secondi nella loro division non qualificandosi per i playoff.

#### Stagione 2019

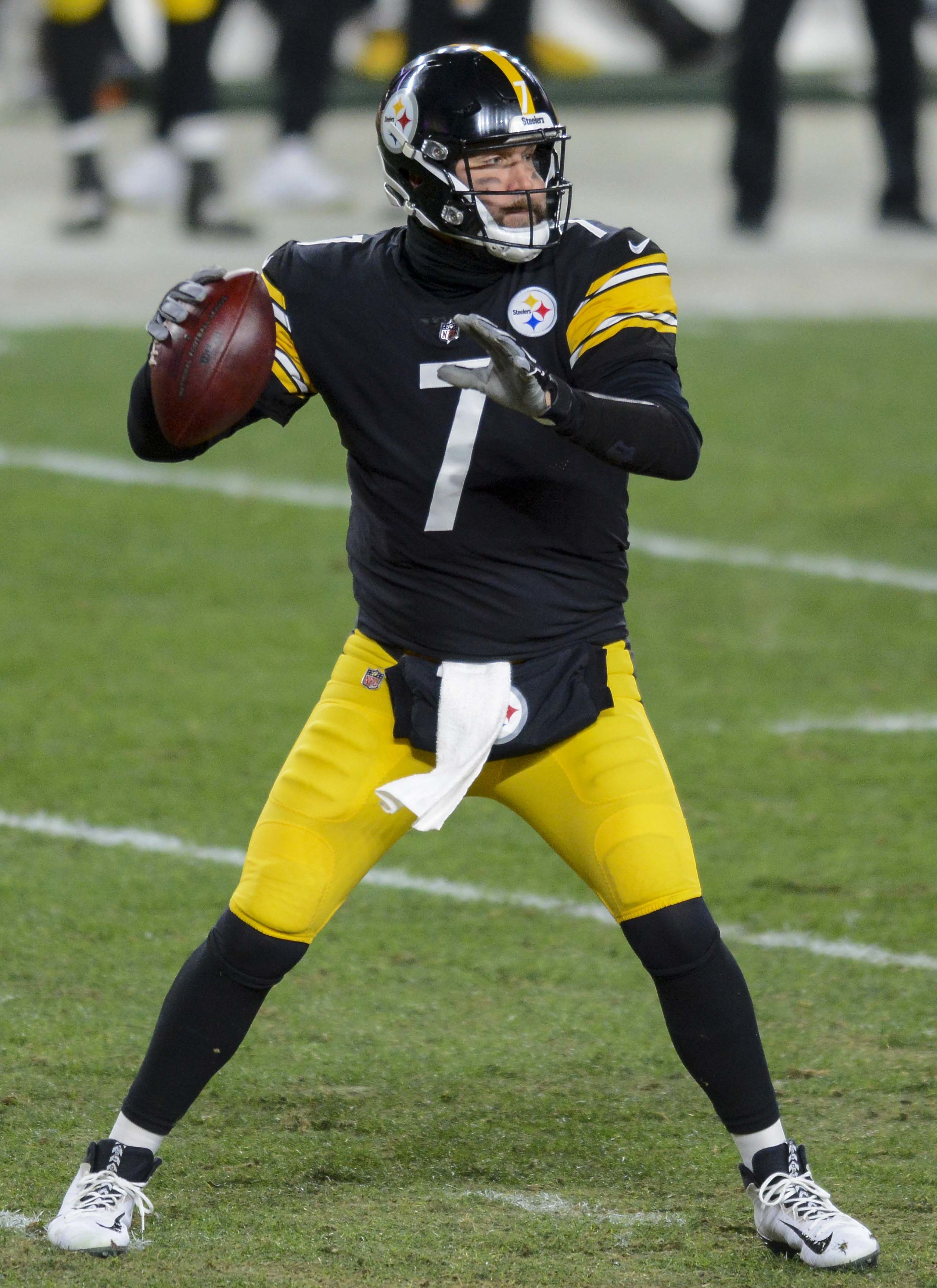
Roethlisberger nel 2020

Nel secondo turno della stagione 2019 a causa di un infortunio al gomito nel primo tempo contro i Seahawks, Roethlisberger fu costretto ad abbandonare la partita. Il giorno successivo fu annunciato che avrebbe dovuto sottoporsi a un intervento chirurgico, perdendo tutto il resto della stagione.

#### Stagione 2020
Roethlisberger tornò in campo nel primo turno della stagione 2020 passando 229 yard e 3 touchdown nella vittoria sui Giants. Nel sesto turno superò John Elway al quinto posto per vittorie di un quarterback titolare con 149. Nella settimana 10 continuò a mantenere gli Steelers imbattuti con 333 yard passate e 4 touchdown nella vittoria sui Bengals, venendo premiato come giocatore offensivo della AFC della settimana e come quarterback della settimana. Nel 15º turno divenne il settimo giocatore a passare 60.000 yard in carriera e il sesto a completare 5.000 passaggi in carriera ma gli Steelers persero la terza gara consecutiva. La striscia negativa si interruppe la settimana successiva rimontando uno svantaggio di 24-7 contro i Colts in cui passò 3 touchdown, andando a vincere il titolo di division. La sua annata si chiuse con 3.803 yard passate, 33 touchdown e 10 intercetti.
Contro i Cleveland Browns nel turno delle wild card, Roethlisberger completò un record NFL di 47 passaggi superando il vecchio primato di Drew Bledsoe e Jared Goff. La sua partita terminò con 501 yard yard passate e 4 touchdown ma subì anche 4 intercetti nella sconfitta per 48–37.

#### Stagione 2021
Nella settimana 4 Roethlisberger divenne l'ottavo giocatore a passare 400 touchdown in carriera e contestualmente superò Dan Marino al sesto posto per yard passate in carriera. La sua stagione si chiuse guidando la lega in drive vincenti (7) e in rimonte (6).

### Record NFL
(dati aggiornati al 27 ottobre 2016)
- Maggior numero di vittorie nella stagione regolare per un quarterback rookie: 13 (2004)
- Maggior numero di vittorie consecutive nella stagione regolare dall'inizio della carriera per un quarterback: 15 (13 nel 2004 e le prime 2 del 2005)
- Maggior numero di vittorie nella stagione regolare per un quarterback titolare nelle prime 5 stagioni della carriera: 51 (2004-2008)
- Miglior percentuale di passaggi completati nella stagione da un rookie (minimo 20 tentativi): 66,4% (2004)
- Miglior percentuale di passaggi completati in una singola partita durante la stagione da un rookie (minimo 10 tentativi): 84,0% (17/10/2004 contro Dallas)
- Maggior numero di partite con una percentuale di passaggi completati del 70% o superiore nella stagione da un rookie (minimo 10 tentativi): 6 (2004)
- Maggior numero di partite con una percentuale di passaggi completati dell'80% o superiore nella stagione da un rookie (minimo 10 tentativi): 4 (2004)
- Maggior numero di passaggi da touchdown in un Monday Night Football: 5 (5/11/2007 contro Baltimore)
- Primo quarterback a disputare da titolare due finali di Conference nei primi due anni di carriera (2004, 2005)
- Quarterback titolare più giovane di sempre a vincere un Super Bowl (2005; secondo quarterback titolare più giovane di sempre in un Super Bowl dopo Dan Marino)
- Secondo giocatore nella storia della NFL, insieme a Peyton Manning, a far registrare tre partite con un passer rating perfetto e unico quarterback a farne registrare due nella stessa stagione
- Peggior passer rating per un quarterback titolare della squadra vincitrice del Super Bowl: 22,6 (2005 - 9 passaggi completati su 21, 2 intercetti subiti)

## Palmarès

### Franchigia
- Super Bowl : 2

Pittsburgh Steelers: XL, XLIII
- American Football Conference Championship: 3

Pittsburgh Steelers: 2005, 2008, 2010

### Individuale
- Convocazioni al Pro Bowl: 6

2007, 2011, 2014, 2015, 2016, 2017
- Diet Pepsi Rookie dell'anno - 2004
- Miglior rookie offensivo della stagione - 2004
- PFWA All-Rookie Team - 2004
- Quarterback della settimana: 18

9ª e 16ª del 2007, 5ª del 2008, 15ª del 2009, 8ª del 2011, 11ª del 2013, 8ª, 9ª, 14ª e 15ª del 2014, 10ª, 13ª e 15ª del 2015, 5ª del 2016, 14ª del 2017, 3ª e 10ª del 2018, 10ª del 2020
- Rookie della settimana: 9

3ª, 4ª, 5ª, 6ª, 8ª, 9ª, 11ª, 13ª, 16ª del 2004
- Club delle 500 yard passate in una singola gara

## Statistiche
Aggiornato il 23 dicembre 2020.
| Anno     | Squadra  | Gare | Gare | Passaggi | Passaggi | Passaggi | Passaggi | Passaggi | Passaggi | Passaggi | Passaggi | Passaggi | Corse | Corse | Corse | Corse | Corse | Sack | Sack  | Fumble | Fumble |
| Anno     | Squadra  | P    | PT   | Comp     | Ten      | %        | Yard     | Media    | Lng      | TD       | Int      | Rat      | Ten   | Yard  | Media | Lng   | TD    | Sack | Yard  | Fum    | Persi  |
| -------- | -------- | ---- | ---- | -------- | -------- | -------- | -------- | -------- | -------- | -------- | -------- | -------- | ----- | ----- | ----- | ----- | ----- | ---- | ----- | ------ | ------ |
| 2004     | PIT      | 14   | 13   | 196      | 295      | 66.4     | 2 621    | 8.9      | 58       | 17       | 11       | 98.1     | 56    | 144   | 2.6   | 20    | 1     | 30   | 213   | 2      | 2      |
| 2005     | PIT      | 12   | 12   | 168      | 268      | 62.7     | 2 385    | 8.9      | 85       | 17       | 9        | 98.6     | 31    | 69    | 2.2   | 13    | 3     | 23   | 129   | 2      | 1      |
| 2006     | PIT      | 15   | 15   | 280      | 469      | 59.7     | 3 513    | 7.5      | 67       | 18       | 23       | 75.4     | 32    | 98    | 3.1   | 20    | 2     | 46   | 280   | 5      | 2      |
| 2007     | PIT      | 15   | 15   | 264      | 404      | 65.3     | 3 154    | 7.8      | 83       | 32       | 11       | 104.1    | 35    | 204   | 5.8   | 30    | 2     | 47   | 347   | 9      | 3      |
| 2008     | PIT      | 16   | 16   | 281      | 469      | 59.9     | 3 301    | 7.0      | 65       | 17       | 15       | 80.1     | 34    | 101   | 3.0   | 17    | 2     | 46   | 284   | 14     | 7      |
| 2009     | PIT      | 15   | 15   | 337      | 506      | 66.6     | 4 328    | 8.6      | 60       | 26       | 12       | 100.5    | 40    | 82    | 2.1   | 15    | 2     | 50   | 348   | 7      | 3      |
| 2010     | PIT      | 12   | 12   | 240      | 389      | 61.7     | 3 200    | 8.2      | 56       | 17       | 5        | 97.0     | 34    | 176   | 5.2   | 31    | 2     | 32   | 220   | 7      | 3      |
| 2011     | PIT      | 15   | 15   | 324      | 513      | 63.2     | 4 077    | 7.9      | 95       | 21       | 14       | 90.1     | 31    | 70    | 2.3   | 11    | 0     | 40   | 269   | 8      | 5      |
| 2012     | PIT      | 13   | 13   | 284      | 449      | 63.3     | 3 265    | 7.3      | 82       | 26       | 8        | 97.0     | 26    | 92    | 3.5   | 14    | 0     | 30   | 182   | 6      | 3      |
| 2013     | PIT      | 16   | 16   | 375      | 584      | 64.2     | 4 261    | 7.3      | 67       | 28       | 14       | 92.0     | 27    | 99    | 3.7   | 19    | 1     | 42   | 282   | 9      | 6      |
| 2014     | PIT      | 16   | 16   | 408      | 608      | 67.1     | 4 952    | 8.1      | 94       | 32       | 9        | 103.3    | 33    | 27    | 0.8   | 8     | 0     | 33   | 174   | 9      | 5      |
| 2015     | PIT      | 12   | 11   | 319      | 469      | 68.0     | 3 938    | 8.4      | 69       | 21       | 16       | 94.5     | 15    | 29    | 1.9   | 13    | 0     | 20   | 141   | 2      | 0      |
| 2016     | PIT      | 14   | 14   | 328      | 509      | 64.4     | 3 819    | 7.5      | 72       | 29       | 13       | 95.4     | 16    | 14    | 0.9   | 14    | 1     | 17   | 141   | 8      | 2      |
| 2017     | PIT      | 15   | 15   | 360      | 561      | 64.2     | 4 251    | 7.6      | 97       | 28       | 14       | 93.4     | 28    | 47    | 1.7   | 14    | 0     | 21   | 139   | 3      | 1      |
| 2018     | PIT      | 16   | 16   | 452      | 675      | 67.0     | 5 129    | 7.6      | 97       | 34       | 16       | 96.5     | 31    | 98    | 3.2   | 10    | 3     | 24   | 166   | 7      | 2      |
| 2019     | PIT      | 2    | 2    | 35       | 62       | 56.5     | 351      | 5.7      | 45       | 0        | 1        | 66.0     | 1     | 7     | 7.0   | 7     | 0     | 2    | 7     | 1      | 0      |
| 2020     | PIT      | 13   | 13   | 345      | 521      | 66.2     | 3 292    | 6.3      | 84       | 29       | 9        | 94.9     | 21    | 13    | 0.6   | 11    | 0     | 11   | 97    | 3      | 0      |
| Carriera | Carriera | 231  | 229  | 4 996    | 7 751    | 64.5     | 59 837   | 7.7      | 97       | 392      | 200      | 94.1     | 491   | 1 370 | 2.8   | 31    | 19    | 514  | 3 417 | 102    | 45     |

## Vita privata
Il suo cognome "Roethlisberger" (in grafia germanica: Röthlisberger) è di origine svizzera con radici nel villaggio di Geissbuehl Lauperswil, Svizzera. Egli è portavoce di Swiss Roots, una campagna volta a permettere ai cittadini americani di origine elvetica di ricollegarsi alle proprie origini svizzere. Nel maggio 2006 Roethlisberger e la sua famiglia visitarono la Svizzera per una settimana. Ben possiede la sua linea di salsa da barbecue, la Big Ben's BBQ. La sua sorella più giovane, Carlee Roethlisberger, gioca a pallacanestro nella University of Oklahoma.